# اسماعیل‌آباد (راسک)
اسماعیل‌آباد روستایی در دهستان پارود بخش پارود شهرستان راسک استان سیستان و بلوچستان ایران است.

## جمعیت
بر پایه سرشماری عمومی نفوس و مسکن در سال ۱۳۹۵ جمعیت این روستا ۵۰ نفر (۱۱خانوار) بوده‌است.